# Cá ngựa gai
Cá ngựa gai (tên khoa học Hippocampus spinosissimus) là một loài cá ngựa thuộc họ Syngnathidae. Nó được tìm thấy ở Úc, Indonesia, Malaysia, Philippines, Singapore, Sri Lanka, Đài Loan, Thái Lan, and Việt Nam. Môi trường sống tự nhiên của chúng là các rạn san hô. Nó bị đe dọa do mất môi trường sống.